# Sogndalsfjøra

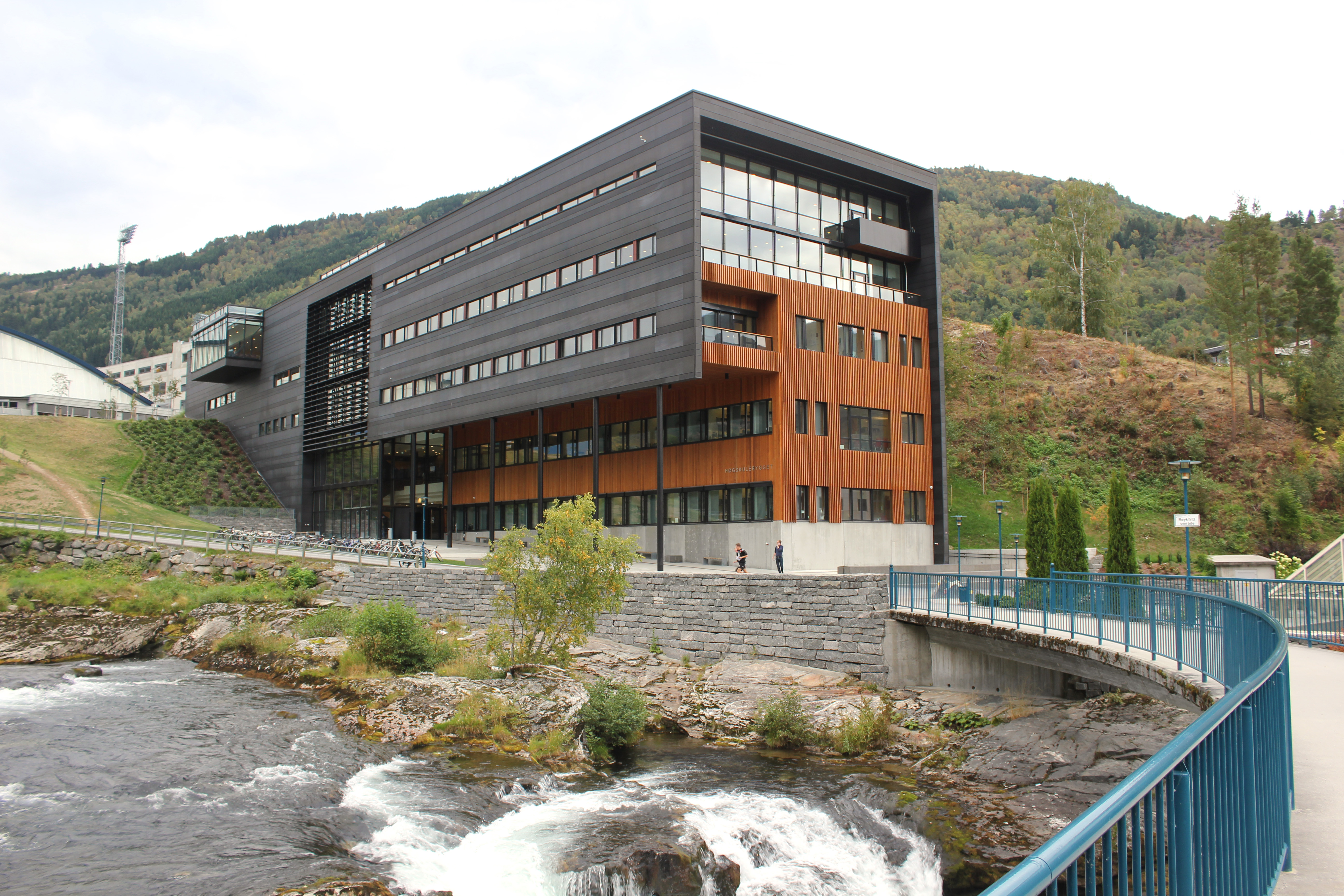
Das Hauptgebäude der Hochschule

Sogndalsfjøra (meist umgangssprachlich nur Sogndal genannt) ist das wirtschaftliche und kulturelle Zentrum der norwegischen Gemeinde Sogndal in der Provinz Vestland. Es ist gleichzeitig der größte Ort in der Landschaft Sogn und damit ein bedeutendes regionales Zentrum.

## Lage
Sogndalsfjøra liegt in einem Tal am Ende des Sogndalsfjordes, eines Seitenarmes des Sognefjordes, der hier in den Barsnesfjord übergeht. Durch das Ortszentrum fließt der Fluss Sogndalselvi, der hier in den Fjord mündet. Nördlich und südlich wird Sogndalsfjøra durch steile Berge, den Skjeggen mit 738 Metern und den Stedjåsen (oder Stedjeåsen) mit 625 Metern Höhe begrenzt, die beide beliebte Ausflugsziele sind.
Der Ort ist selbst für norwegische Verhältnisse abgelegen. Die ähnlich großen Orte Førde, Stryn und Vossevangen liegen jeweils gute 100 Kilometer entfernt, in die nächste Großstadt Bergen sind es sogar mehr als 200 Kilometer.

### Verkehr
Sogndal liegt an der Kreuzung der beiden Hauptstraßen (Riksvei) Rv5 Lærdal–Florø und Rv55, der weiter östlich zur Touristenstraße über das Sognefjell wird. Der regionale Flughafen Sogndal Haukåsen liegt rund 20 Straßenkilometer südlich des Ortes und hat direkte Verbindungen nach Oslo, Bergen, Sandane und Ørsta/Volda. Es gibt außerdem direkte Expressbussverbindungen von Sogndal nach Oslo und Bergen.

## Bevölkerung
Trotz seiner regionalen Bedeutung und des durchaus städtischen Charakters hat Sogndalsfjøra keinen Stadtstatus und wird daher als Tettsted oder bygdeby (Dorfstadt) bezeichnet. Die offizielle Bevölkerungszahl beträgt rund 4000 Einwohner, allerdings ist die tatsächliche Zahl durch die 2300 Studenten und 800 Oberschüler um einiges höher. Der Großteil der Bevölkerung lebt an den Hängen an beiden Seiten des Sogndalselvi sowie auf einzelnen Höfen entlang des Tales.
Die Bewohner Sogndals werden sogndøler (Singular: sogndøl) genannt.

## Wirtschaft
Wichtigster Betrieb des Ortes ist seit über hundert Jahren der größte Saft- und Marmeladenproduzent Norwegens, Lerum. Die Bedeutung des Betriebes für Sogndal war so groß, dass sie dem Ort den Beinamen Saftbygda eingebracht hat. Im Jahre 2018 zog der Betrieb ins Industriegebiet im benachbarten Kaupanger.
Neben der Lerumfabrik sind der Warenhandel und der Bildungssektor die wichtigsten Arbeitgeber des Ortes.

## Bildung, Kultur und Sport
Durch seine abgelegene Lage hat Sogndalsfjøra ein für seine Größe recht reichhaltiges Kultur-, Sport- und Bildungsangebot.
Neben mehreren Kindergärten gibt es eine Grundschule (1.–5. Klasse) und eine Mittelschule (6.–10. Klasse). Sogn vidaregåande skule ist mit rund 800 Schülern die größte weiterführende Schule der Region und wird auch von Schülern der umliegenden Gemeinden besucht, die teilweise aufgrund der großen Abstände vom Heimatort unter der Woche in Schülerwohnungen leben. Etwas außerhalb des Zentrums befindet sich die Sogndal Folkehøgskule, die auf Natursport, vor allem Wintersport, spezialisiert ist.
Die Mittel- und Oberschule haben ihren Standort auf dem Fosshaugane Campus, der sich rund um das gleichnamige Fußballstadion befindet. Hier befindet sich auch ein Standort der Hochschule Westnorwegen (Høgskulen på Vestlandet) mit rund 2300 Studenten. Ebenfalls auf dem Campus befindet sich das Forschungsinstitut Vestlandsforskning, an dem vornehmlich in den Bereichen Umwelt und Klima, Nachhaltigkeit, Reise und Digitalisierung geforscht wird.
Sogndalsfjøra ist der Sitz mehrerer regionaler Einrichtungen. Sogn Prosti (Propstei) hat ihren Sitz in der von Christian Christie erbauten Stedje Kirche von 1867. Auch die Polizei und das Sogn og Fjordane tingrett haben eine Zweigstelle in Sogndal.

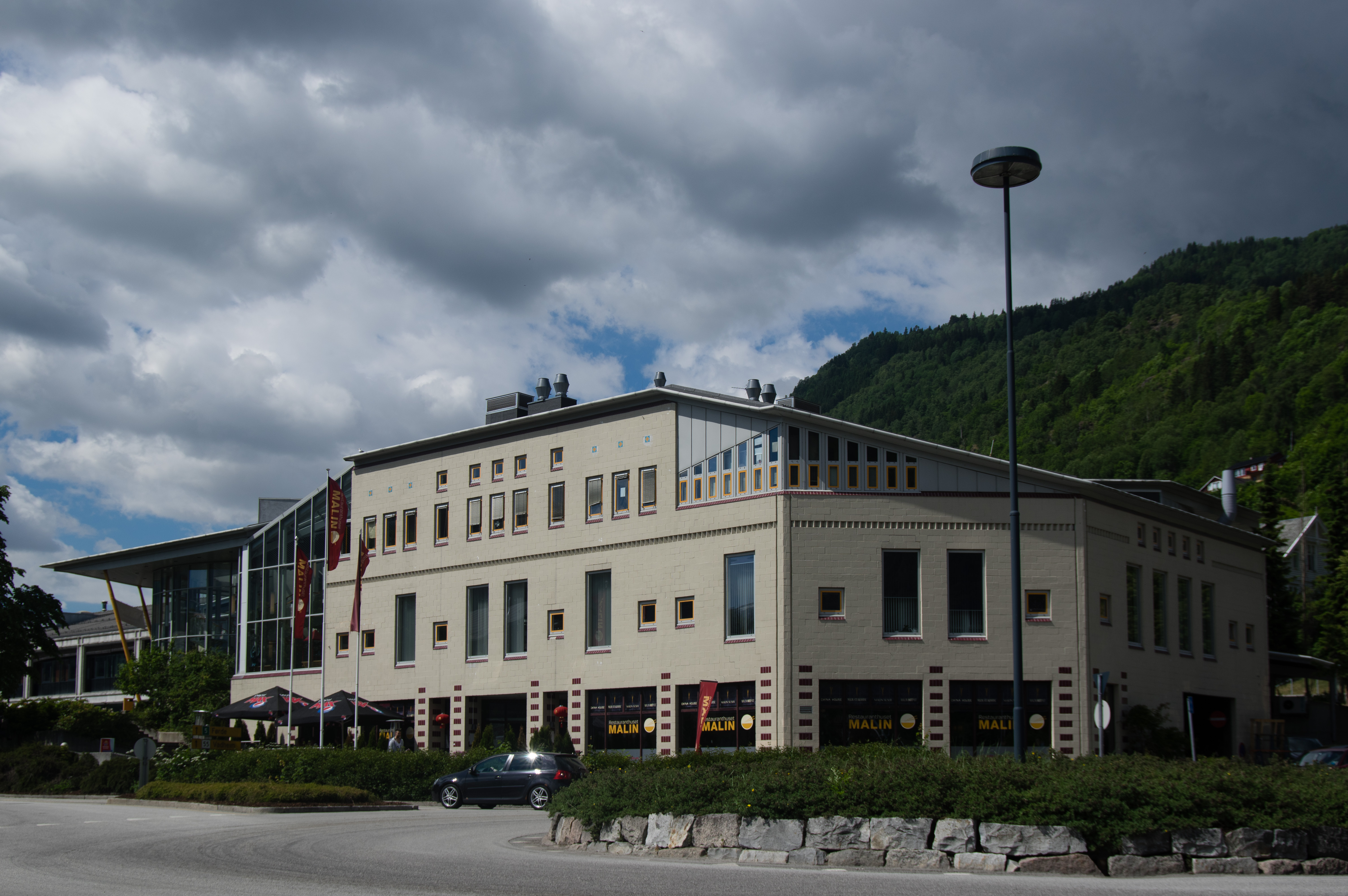
Sogndal Kulturhus

Kulturelles Zentrum des Ortes ist das Sogndal Kulturhus, in dem sich sowohl ein Kino als auch eine Theaterbühne befindet. Das Kulturhaus Meieriet in einer alten Meierei wird von Studenten betrieben.
Die Herrenmannschaft des Fußballverein Sogndal Fotball spielt nach vielen Jahren in der Eliteserien seit 2018 in der OBOS-Ligaen, der zweiten norwegischen Liga. Der Fanclub des von Lerum gesponserten Vereines nennt sich mit Anspielung auf seinen Heimatort Saftkokaradn (die Saftkocher).
Neben dem Fußball spielt vor allem das Wandern und Skifahren eine große Rolle. In der Gegend gibt es unzählige Wanderwege und auf dem Hang des Stedjåsen hat die Gemeinde eine Ausflugshütte (Dagturhytte) auf 300 Metern errichtet, die für einfache Ausflüge genutzt werden kann. Rund zehn Kilometer nördlich von Sogndalsfjøra befindet sich das Skizentrum Hodlekve mit Alpin- und Langlaufløipen.

## Söhne und Töchter der Stadt
- Gjest Baardsen (1771–1849), Meisterdieb und Ausbrecherkönig
- Olav Stedje (* 1953), Musiker und Komponist
- Liv Signe Navarsete (* 1958), Politikerin
- Eva Weel Skram (* 1985), Musikerin und Komponistin
- Tone Damli (* 1988), Sängerin